# Antoine-Denis Chaudet
Antoine-Denis Chaudet (París, 3 de març de 1763 - París, 19 d'abril de 1810) fou un escultor i pintor francès d'estil neoclàssic. Alumne de Jean-Baptiste Stouf i d'Étienne Gois pare, rebé el Premi de Roma d'escultura el 1784, amb l'obra Joseph vendu par ses frères, i ingressà a l'Acadèmia de França a Roma, on hi romangué quatre anys. Al seu retorn a París, el 1789, fou admès a l'Académie royale de peinture et de sculpture. En 1805, fou nomenat membre de l'Institut de França.

## Obra
Escultures
- Joseph vendu par ses frères (1784), en relleu.
- L'Émulation de la gloire (1801), París, peristil del Panteó de París.
- Portrait de Napoléon I (1811), bust, porcellana sense esmaltar de la manufactura de Sèvres.
- L'Amour ramassant un papillon, en col·laboració amb Pierre Cartellier, Museu del Louvre, París.
- La Paix (1806-07), estàtua fosa en plata i bronze daurada, Museu del Louvre, París.
- Œdipe et Phorbas, Museu del Louvre, París.
- Jacques François Dugommier, bust, galeria de les Batalles del Castell de Versailles.
- Lamoignon de Malesherbes, buste, Museu del Louvre, París.

Pintures
- Énée et Anchise.

## Deixebles
- Jean-Baptiste Joseph Debay pare (1779-1863).